# جرذ كنغري هيرماني
جرذ كنغري هيرماني (الاسم العلمي: Dipodomys heermanni) (بالإنجليزية: Heermann’s Kangaroo Rat)‏ هو نوع من الحيوانات يتبع جنس الجرذ الكنغري من فصيلة الفئران المتغايرة.